# Strophocerus thermesia
Strophocerus thermesia är en fjärilsart som beskrevs av Felder 1874. Strophocerus thermesia ingår i släktet Strophocerus och familjen tandspinnare. Inga underarter finns listade i Catalogue of Life.